# Kehrsatz

Corporate Design

Vue aerienne (1967)

Kehrsatz est une commune suisse du canton de Berne, située dans l'arrondissement administratif de Berne-Mittelland.

## Histoire
La seigneurie de Kehrsatz fait partie de la juridiction de Seftigen jusqu'en 1798.

## Châteaux
- Le Château de Kehrsatz datant du XVIe siècle
- Le Château de Landsitz Lohn demeure officiel des visiteurs étrangers de marque de la Confédération suisse